# 利努斯·利希特施拉格
利努斯·利希特施拉格（德語：Linus Lichtschlag，1988年9月4日—），德国男子赛艇运动员。他曾代表德国参加世界赛艇锦标赛，获得一枚金牌和一枚铜牌。他也曾参加2012年夏季奥运会。